# Biserica Sfântul Dumitru din Chișinău
Biserica Sfântul Dumitru este un lăcaș de cult și monument de arhitectură și istorie de însemnătate națională, introdus în Registrul monumentelor de istorie și cultură din municipiul Chișinău și în Registrul monumentelor Republicii Moldova ocrotite de stat.
A fost construită în 1890-1902, pe „drumul Băcioiului”, la periferia orașului Chișinău, pentru mahalale formate la marginea orașului. Arhitectura a fost determinată de dominarea stilului eclectic, în baza clasicismului cu elemente din arhitectura rusă.
Planimetria este dictată de o navă amplă, cu absida altarului la est și un pridvor, cu o clopotniță la vest.